# ノルウェジアン・エルクハウンド・グレー
ノルウェジアン・エルクハウンド・グレー（英：Norwegian Eikhound Grey）は、ノルウェー原産の犬種のひとつである。別名はグレイ・ノルウェジアン・エルクハウンド（英：Grey Norwegian Elkhound）、グロ（英：Gra）、グロフント（英：Grahund）。単にノルウェジアン・エルクハウンドと呼ばれることも多い。
混同しやすいがスウェーディッシュ・エルクハウンドは別種で、ノルウェジアン・エルクハウンド・ブラックはグレイから作られた弟種である。

## 歴史

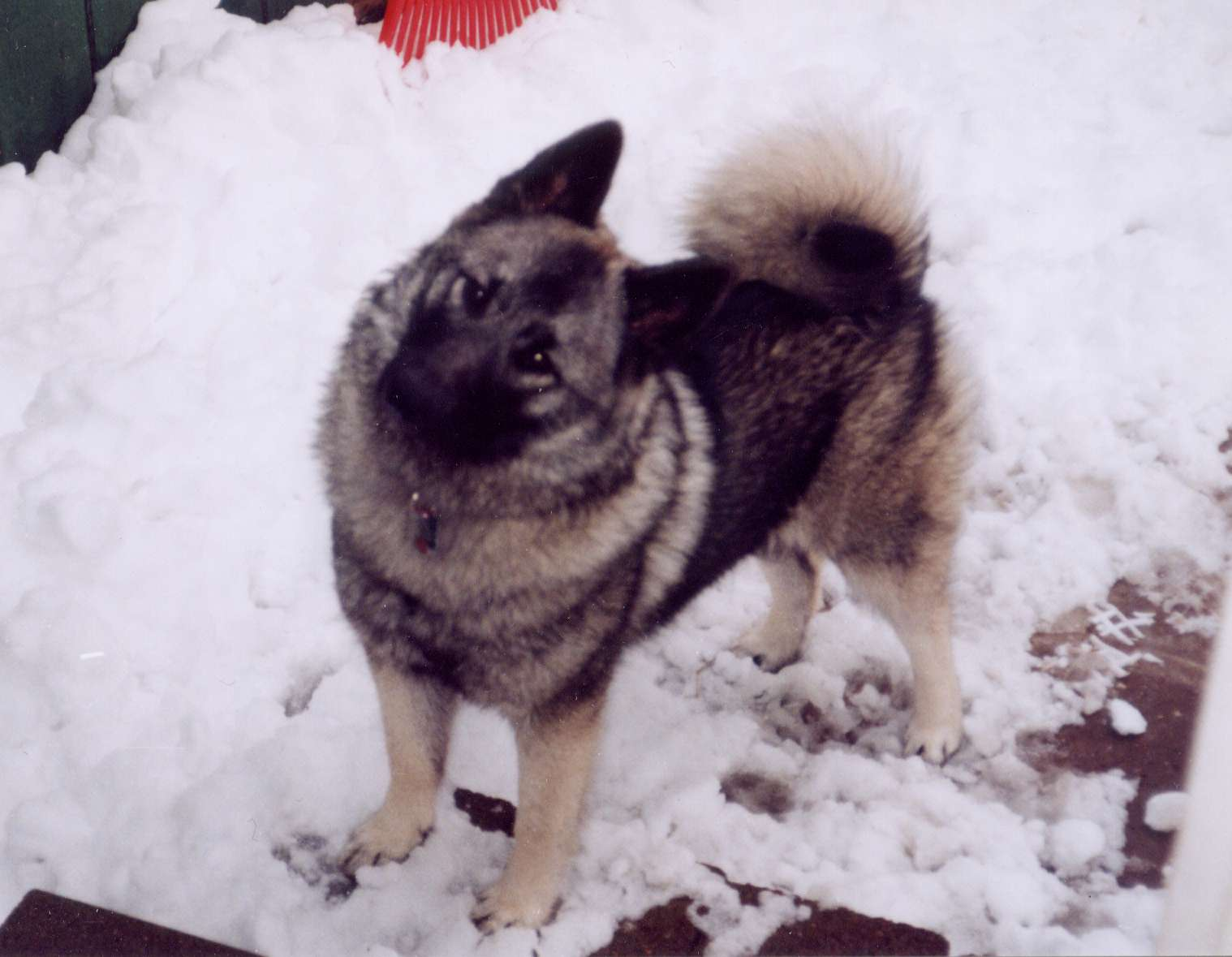
雪上にて

超古代犬種のひとつであると考えられていて、およそ6000年前には既に犬種として存在していたノルウェーの地犬である。古来は猟犬として使われるだけではなくヴァイキングのお供として航海に同行し、主人を守るのに多く用いられていた。主人が死ぬと来世でも主人を守ることが出来るよう、一緒の棺で永遠の眠りについていた。この棺はいくつも発見されており、主人と生涯をともにした愛犬の遺骨も発掘されている。この棺の発見は、本種が実際に古くから存在していたことを証明する大きな証拠となった。ちなみに、バイキングと永遠の眠りについた犬はグレイだけではなく、他のスカンジナビア半島原産の古代スピッツ犬種のものも数棺発見されている。
主にその名の通りエルク（ヘラジカ）を狩るのに用いられていたが、このほかにも野生のトナカイ、ヘラジカ、クマ、オオカミ、ヤマネコ、アナグマなどといったさまざまな獲物を狩ることが出来る。狩猟は主人とグレイ一頭がペアになって行うが、獲物の追跡方法には二つの方法が存在する。ひとつはグレイを自由に行動させて臭いを追跡させるレスフント（Loshund）方式、もうひとつはリードにつないで臭いを追跡させるルールフント（Lurhund）方式である。レスフント方式は開けた場所で、ルールフント方式は深い森の中で行われる。獲物を発見すると吠えて主人に知らせ、レスフント方式の場合は吠えたあとにすぐ、獲物の居場所に自ら倒しに向かう。ルールフント方式の場合は獲物に近づいてからリードを離してもらい、獲物のいる場所へ向かう。獲物と対するとグレイは吠えたてて相手を撹乱させたり噛み留めを行って獲物を動けなくし、シカ類やアナグマの場合はそのまま自らの手で仕留める。力が強く強力な武器（牙や爪）をもつ大型獣の場合は噛み留めをして動けなくし、主人に猟銃で仕留めてもらうことで狩猟は完了する。

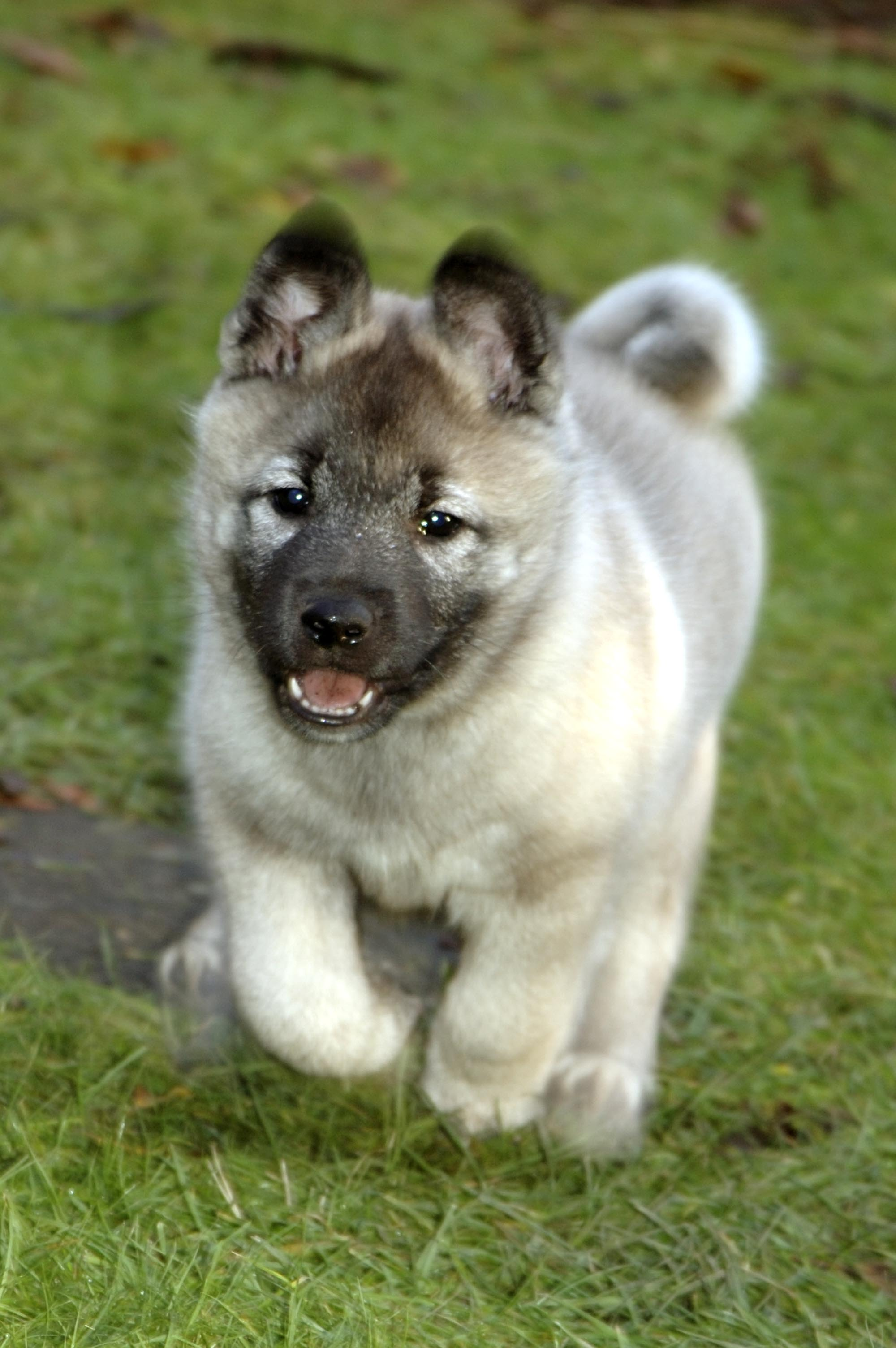
仔犬

狩猟のシーズンが終わると、一般的には番犬として用いられる。愛犬ブームや犬に対する考え方が変化する以前はどこの家庭でもたいてい家の庭に犬小屋を設けてそこで飼育されていた。このため、冬の寒さに対応するための耐寒性や体の丈夫さ、毛皮の厚さなどが通常の犬種に比べてかなり高い。
現在は用いられていないが、先に述べたように古来はバイキングのお供としても多く用いられていた。航行を共にする仲間として扱われていて、さまざまな雑務をこなすのに一役買っていた。長い船旅で疲れた主人の心を癒したり、船に現れたネズミを駆除したり、旅先で狩りをして食料を調達したり、主人の護身を行ったり、船の番をすることなどがその主な仕事内容である。
現在もノルウェーでは非常に人気の高い犬種で、国を代表する国民的な犬種として国犬にも公式に指定されている。原産国では猟犬としてだけではなく、ペットやショードッグとしても多数飼育されている。ノルウェー国外でも人気がある犬種で、ヨーロッパでは比較的知名度の高い犬種である。
しかしながら、ヨーロッパ以外では隣国スウェーデンのスウェーディッシュ・エルクハウンドと混同されることがよくあり、知名度はそこほど高くはないのが現状である。
日本にも稀に輸入されており、国内登録が行われることもあるが、頭数が少なく日本国内では極めて珍しい存在である。

## 特徴

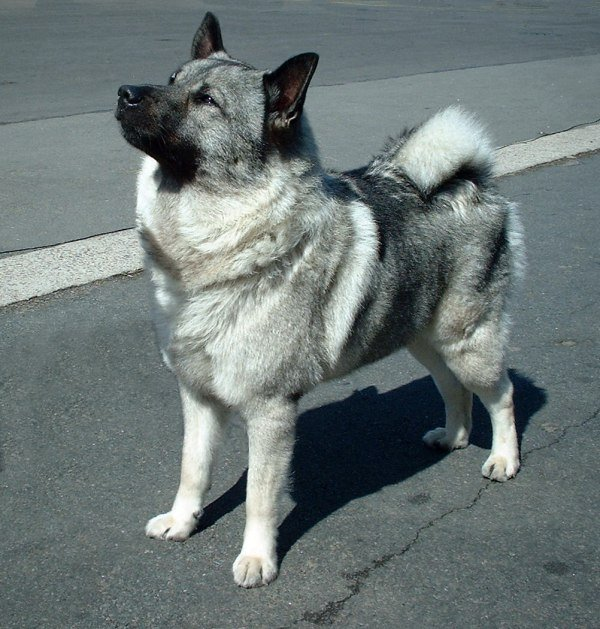

日本犬のようなスピッツタイプの犬種で、筋肉質でがっしりとした体格をしている。顔つきも日本犬そっくりであるが、個体によっては額にわずかにしわがよっているものもいる。耳は立ち耳、尾は巻き尾。コートは非常に厚いショートコートで、極めて防寒性が高い。このコートは密度が高く、防水性がありやや硬めのオーバーコートと、ふわふわした保温性のあるアンダーコートの二重構造になっている。毛色はその名の通りグレーがかった毛色で、顔や耳、背などの特定の場所には自然な黒い色が入っている。体高は雄52cm前後で雌47cm前後、体重は雄23kg前後で雌22kg前後の中型犬。性格は主人に非常に忠実で従順、主人家族に対して友好的であるが、警戒心と気が強い一面もある。運動量は普通だが、仕事柄により吠え声が大きいため飼育の際には注意が必要である。かかりやすい病気は網膜萎縮症、高温多湿の環境下で飼育した際に起こりやすい皮膚疾患などがある。冬季の寒さが厳しい国ではぐくまれた犬種であるため暑さに弱く、夏季が高温になる地域などで飼育する際には室内でクーラーをつけて飼育をする必要がある。